# Gatunek temporalny
Gatunek lub podgatunek temporalny (ang. chronospecies) – gatunek lub podgatunek (seria populacji), który zmienił się w określonym wycinku czasu geologicznego fizycznie, morfologicznie, genetycznie lub behawioralnie w taki sposób, że gatunek wyjściowy i gatunek zmieniony nie mogą być zaklasyfikowane jako ten sam gatunek.